# Schloss Neunheilingen

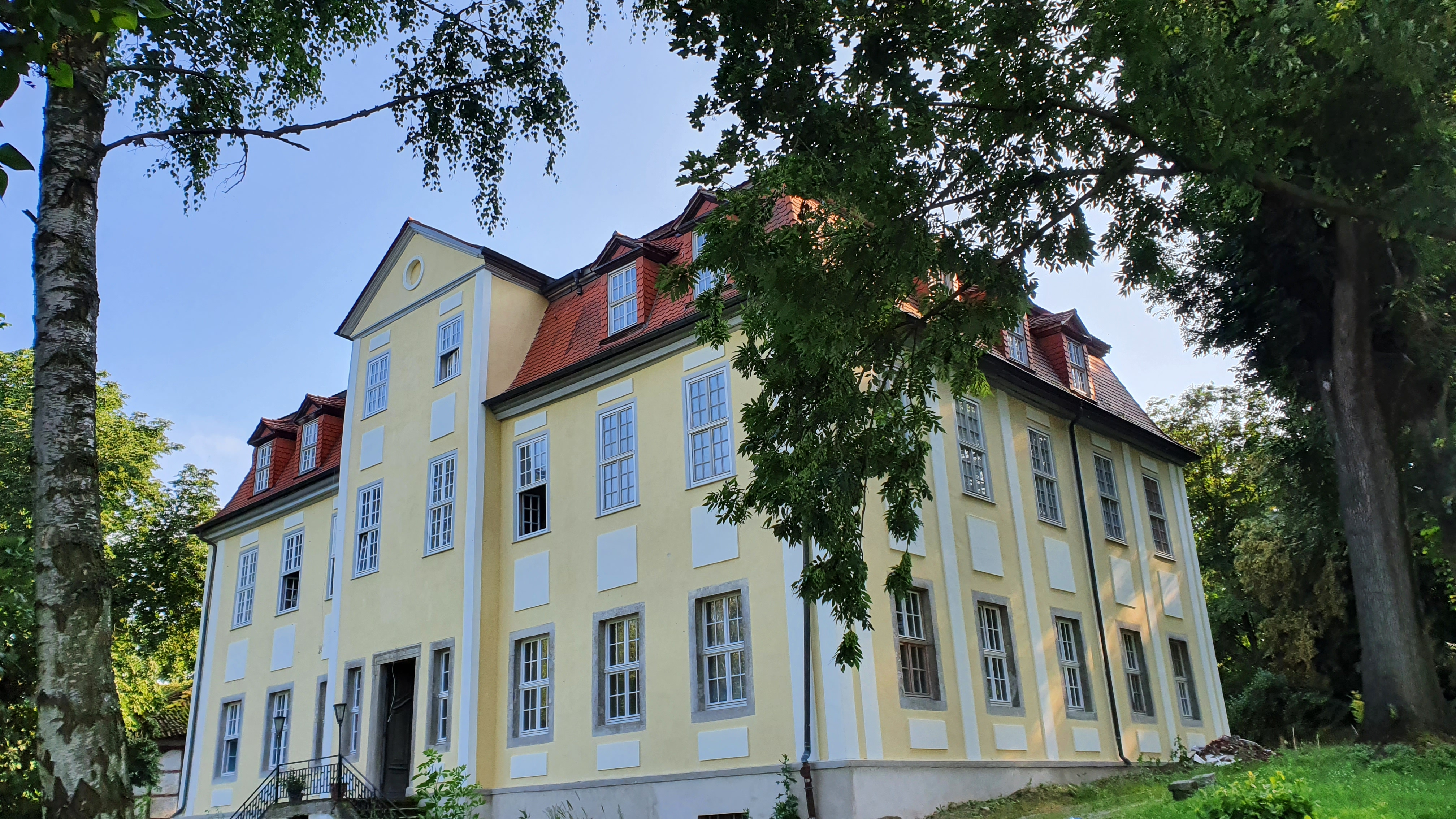
Schloss Neunheilingen

Das denkmalgeschützte Schloss Neunheilingen steht in Neunheilingen, einem Ortsteil der Stadt und Landgemeinde Nottertal-Heilinger Höhen im Unstrut-Hainich-Kreis in Thüringen.

## Geschichte

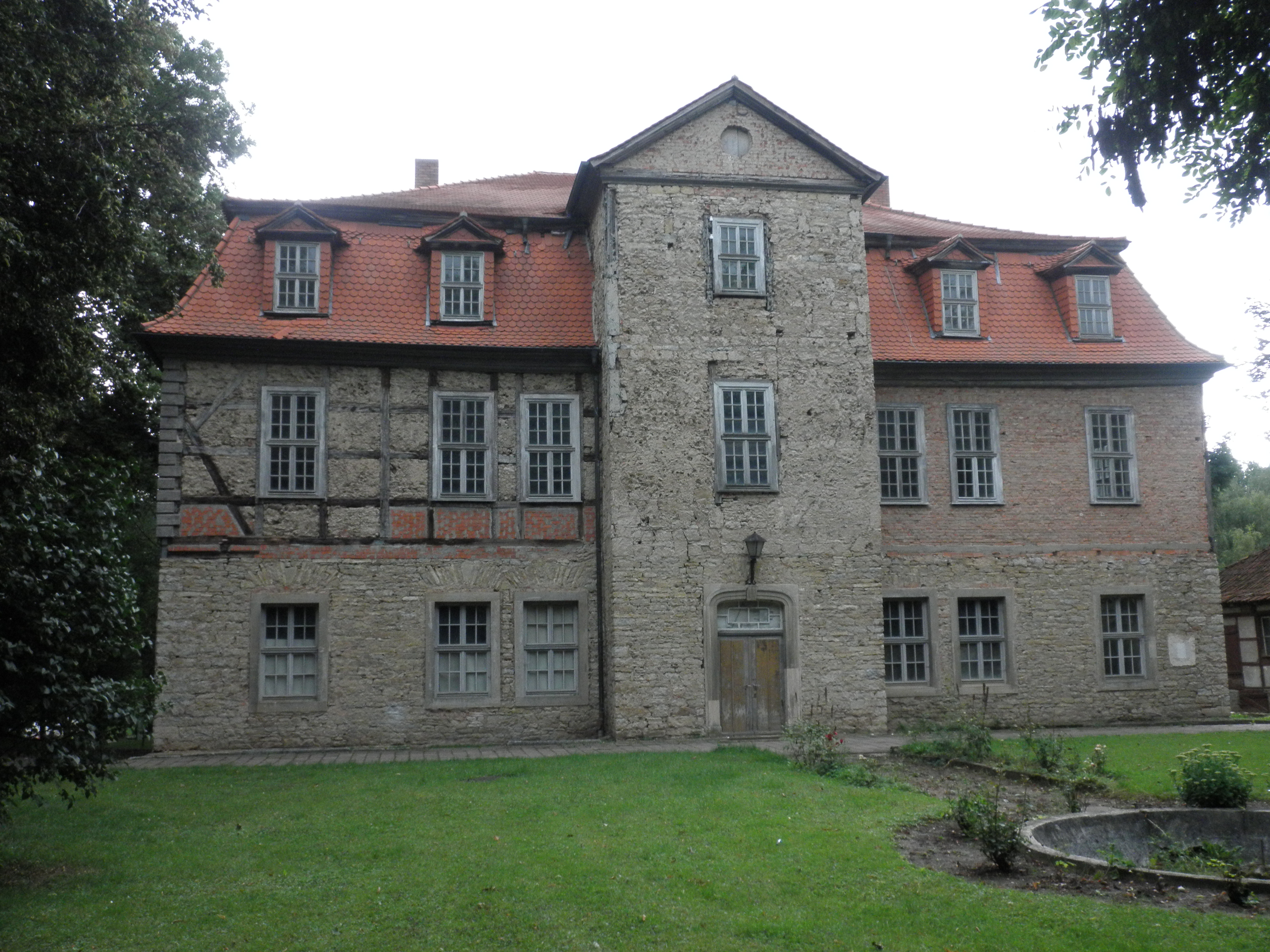
Westfassade vor Sanierung

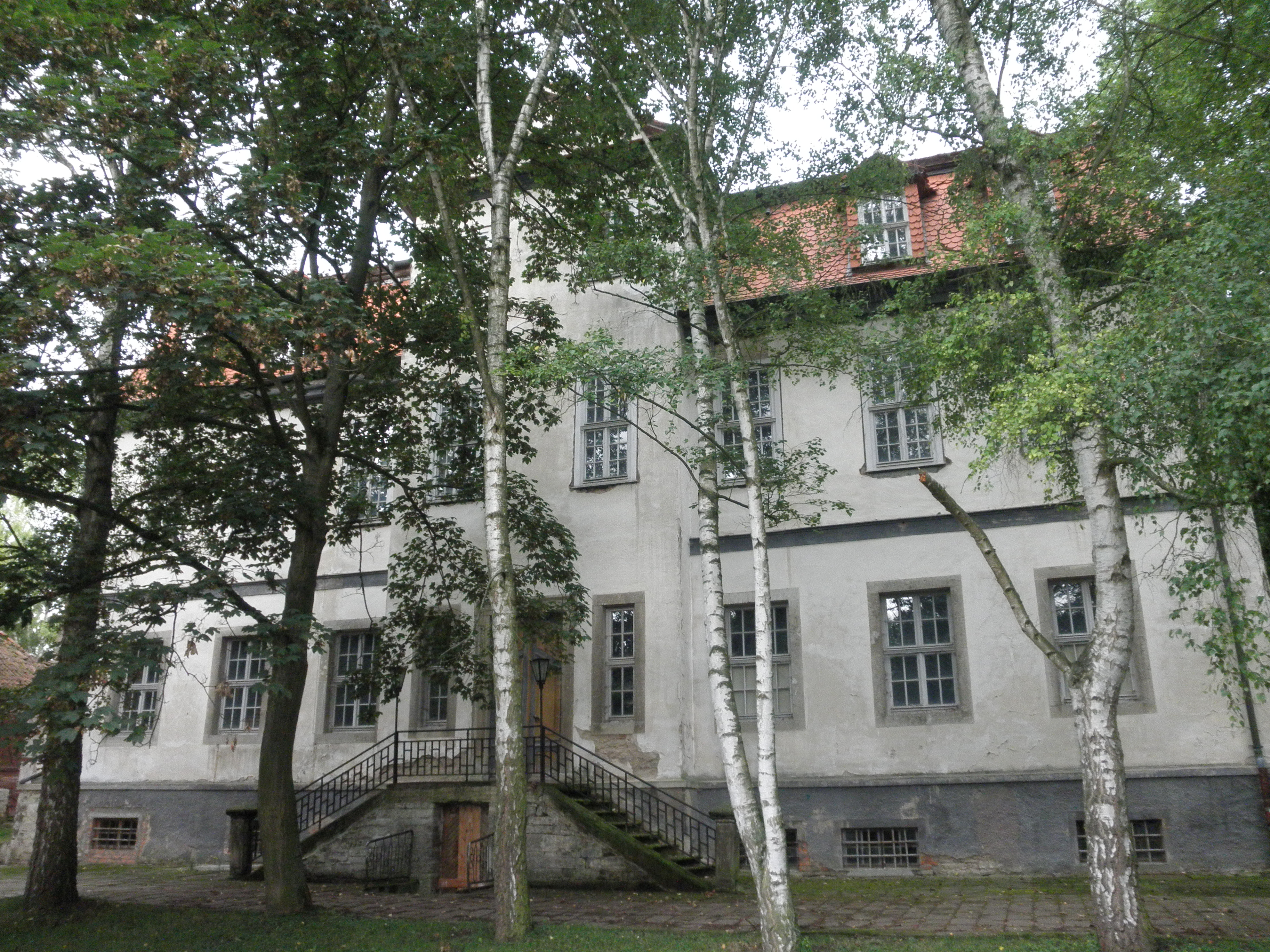
Ostfassade vor Sanierung

Nach Aussterben der Familie von Heilingen 1638 übergab der Kurfürst von Sachsen den Besitz für treue Dienste nunmehr dem Geschlecht von Werthern. 
Georg von Werthern ließ 1719 das heute bestehende barocke Herrenhaus errichtet. Nach seinem Ableben fiel das Gut an seinen Sohn Jacob Friedemann von Werthern, welcher das Schloss gemeinsam mit seiner Ehefrau Gräfin Johanna Luise, geb. Reichsfrau von und zum Stein bewohnte.
Im Dezember 1776 hielt sich das gräfliche Paar für einige Zeit am Weimarer Hof auf. Dort machte Goethe die Bekanntschaft der Gräfin Luise, woraufhin sich ein reger Briefwechsel zwischen dem Dichterfürsten und der Gräfin entwickelte. Nachdem Herzog Karl August im Jahr 1780 eine Woche in Neunheilingen verbracht hatte, brachte er im März 1781 seinen Freund Goethe mit auf das Werthersche Schloss. Während des Aufenthalts unternahm die Gesellschaft Ausflüge nach Langensalza und Ebeleben. Zudem versammelte man sich am Waldrand des Sonderwaldes unter einer großen Linde zu einem Kaffeekränzchen. Diese „Kaffeelinde“ ist bis heute ein beliebtes Ziel für Ausflügler und Wanderer – ein idyllischer Ort mit historischer Bedeutung.
Im Laufe der Zeit wechselten die Schlossherren. Eine Familie Limpert waren die letzten privaten Eigentümer des Schlosses, bevor es Ende der 1940er-Jahre an die Gemeinde überging. Das Gebäude wurde im Rahmen der damaligen Möglichkeiten und Vorgaben renoviert und diente anschließend als Wohnraum, Kindergarten, Gemeindebüro sowie als Stätte für kulturelle und politische Veranstaltungen. Nach der Wiedervereinigung scheiterte eine vollständige Restaurierung an den begrenzten finanziellen Mitteln der Gemeinde. Daher entschied sich der Gemeinderat für den Verkauf des Schlosses, das schließlich am 28. Oktober 2000 in Leipzig versteigert wurde und sich seither wieder in privatem Besitz befindet. Die gegenwärtigen Eigentümer nahmen eine umfangreiche Sanierung, insbesondere am Außenbau vor und versahen das Schloss wieder mit seinem ursprünglichen barocken Fassadenschmuck. 

## Beschreibung
Das ehemalige Schloss der Familie von Werthern wurde 1716 gebaut. Das zweigeschossige Gebäude ist mit einem Mansarddach mit Dachgauben bedeckt. Das Erdgeschoss ist aus Bruchsteinen errichtet, das Obergeschoss bestand aus Fachwerk, das teilweise durch Mauerziegel ersetzt wurde. An den Langseiten sind schwach hervortretende Risalite, die oben mit einem Tympanon abschließen. In ihnen befinden sich die Portale. Zum Park ist es schlicht, zur anderen Seite wird es über eine Freitreppe erreicht. Im Park auf der Gebäudevorderseite befindet sich ein Wasserbecken sowie ein historischer Grabstein. Es lassen sich ursprüngliche Wegführungen erkennen. Der rückwärtige Park wurde in DDR-Zeiten abgetrennt und mit einem Schwimmbad bebaut. 